# ポリイソブチレン
ポリイソブチレン (Polyisobutylene) は合成樹脂の一種である。イソブテンの重合による長鎖状炭化水素によって構成された分子である。通常の条件下では極めて安定な物質であり、透明で不純物を含まない、無毒な高稠性を有する半固体状のポリマーである。
組成が類似した材料に、イソブテンとイソプレンの重合物であるブチルゴム(Butyl rubber)がある。

## 主な用途
- 粘着性が高いため、接着剤の成分として使用される。
- 結合剤として樹脂などに添加すると樹脂製品がひび割れたりするのを防ぐ働きをする。
- 潤滑油用途では基油(合成油)、増粘剤、粘度指数向上剤などとして用いられる。ただし粘度指数および粘度指数向上作用は高くなく、せん断安定性も低いため基油、粘度指数向上剤としての性能は高くない。しかしキレイに完全燃焼し残渣を生じにくい点と合成油としては低コストであることから全損式(使い捨て)となる2ストローク油や船舶ディーゼルのシリンダ油などに適している。
- 燃料添加物として、ポリイソブチレンには洗剤特性がある。ディーゼル燃料(軽油)に添加すると燃料噴射器が汚れにくくなる。
- チューインガムの材料に利用されることもある。
- 他の合成ゴムに比べてガス透過性が低く、シーリング材などで気体を封入する用途に適する。
- 絶縁性が高く、電力用途に使用される。
- 衝撃吸収力にすぐれる為、防振材に用いられる。
- 水により膨張する性質があるため建築・土木分野でコンクリート打継ぎ部の止水板として使用される。
- 金属を腐食させる塩酸等の強酸を貯留するタンク類のライニングとして、最も一般的に使われる。